# مات بايبر
مات بايبر (بالإنجليزية: Matt Piper)‏ هو لاعب كرة قدم بريطاني في مركز نصف الجناح، ولد في 29 سبتمبر 1981 في ليستر في المملكة المتحدة. لعب مع ليستر سيتي ونادي سندرلاند ونادي مانسفيلد تاون.

## وصلات خارجية
- مات بايبر على موقع قاعدة بيانات كرة القدم.إي يو (الإنجليزية)
- مات بايبر على موقع Soccerbase.com (لاعب) (الإنجليزية)
- مات بايبر على موقع عالم كرة القدم.نت (الإنجليزية)